# Canpack

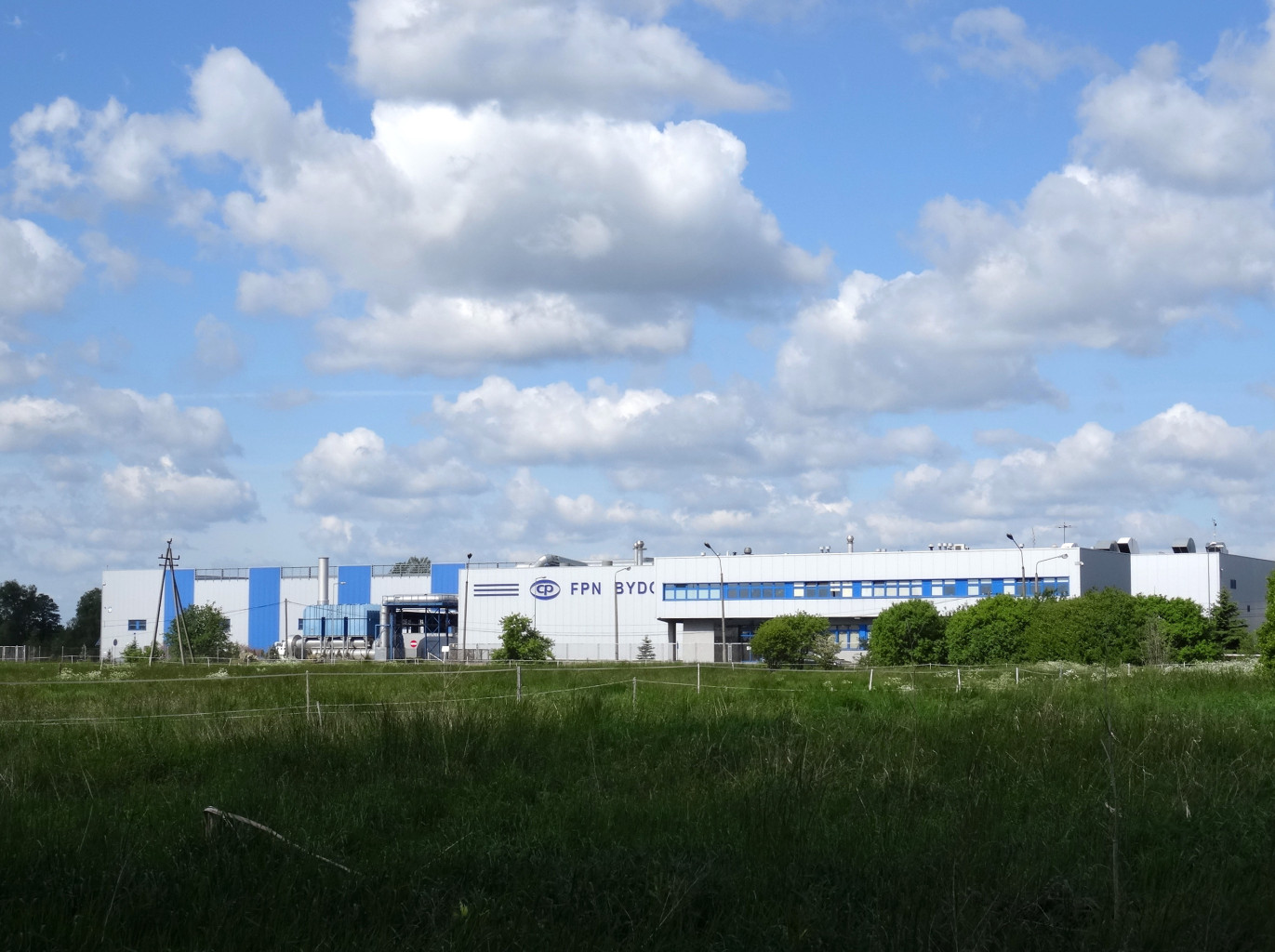
Zakład Puszek Napojowych Can-Pack w Bydgoszczy

CANPACK S.A. – polskie przedsiębiorstwo z siedzibą w Krakowie, produkujące opakowania metalowe dla przemysłu spożywczego oraz chemicznego, powstało w 1992 roku.

## Charakterystyka
Przedsiębiorstwo zajmuje się produkcją opakowań metalowych w tym przede wszystkim puszek aluminiowych na napoje gazowane, kapsli do butelek, puszek konserwowych, opakowań aerozolowych, a także opakowań szklanych.
Jest to największe przedsiębiorstwo w Polsce w branży metalowej pod względem przychodów ze sprzedaży. Ogólne przychody przedsiębiorstwa w roku 2012 wyniosły prawie 4,6 mld złotych, przychody ze sprzedaży wyniosły ponad 4545 mln złotych.
Przedsiębiorstwo tworzy grupę kapitałową Can Pack Group skupiającą wiele spółek. Do działań firmy należy m.in. recykling, firma weszła także w branżę deweloperską.
Od 2003 r. Canpack S.A. jest sponsorem drużyny koszykarek Wisły Kraków.

## Fabryki

### Puszki napojowe
- Polska – Brzesko, Bydgoszcz,
- Finlandia – Hämeenlinna,
- Ukraina – Wyszogród,
- Rumunia – Bukareszt,
- Zjednoczone Emiraty Arabskie – Dubaj,
- Wielka Brytania – Scunthorpe,
- Indie – Aurangabad,
- Rosja – Moskwa, Wołokołamsk, Nowoczerkask,
- Maroko – Casablanca.
- Brazylia – Fortaleza, Itumbiara,
- Holandia – Helmond,
- Czechy – Stribro,
- Kolumbia – Tocancipa[5][6][7]
- Stany Zjednoczone - Pensylwania

### Opakowania dla przemysłu żywnościowego i chemicznego
- Polska – Brzesko,
- Polska – Dębica,
- Rumunia – Tecuci.

### Zamknięcia do butelek
- Polska – Tarnów,
- Słowacja – Koszyce,
- Czechy – Modřice,
- Francja – Saint-Marcel,
- Ukraina – Jaworów,
- Egipt – Kair,
- Hiszpania – Madryt.

### Opakowania szklane[8]
- Indie – Aurangabad.